# Красицький Фотій Степанович
Фо́тій Степа́нович Краси́цький (12 (24) серпня 1873 , Зелена Діброва, Звенигородський повіт, Київська губернія, Російська імперія  — 2 червня 1944 , Київ, Київська область, Українська РСР, СРСР ) — український живописець і графік, педагог; член Асоціації художників Червоної України. Внучатий небіж Тараса Шевченка по лінії його сестри Катерини.

## Життєпис
Народився 12 [24] серпня 1873 року в селі Зеленій Діброві (тепер Черкаський район, Черкаської області, Україна) у багатодітній селянській родині Степана Антоновича Красицького (який був сином Красицького Антона Григоровича та Красицької Катерини Григорівни — рідної сестри Тараса Шевченка) та Харитини Самсонівни, до шлюбу Матлахової. Початкову освіту здобув у сільській школі.
У 1888–1892 роки коштом Миколи Лисенка навчався в Київській рисувальній школі Миколи Мурашка (майстерня Миколи Пимоненка). У 1892–1894 роки продовжував освіту в Одеському художньому училищі (майстерня Киріака Костанді). У 1894–1901 роки навчався у Вищій художній школі при Імператорській академії мистецтв у Санкт-Петербурзі (майстерня Іллі Рєпіна).
З 1903 року постійно працював у Києві. З 1904 року видавав свої твори на листівках у власному видавництві «Квітка», для якого створив фірмовий знак. 1905 року брав участь у львівській виставці сучасного українського живопису. 1906 року друкував свої малюнки та політичні карикатури в сатиричному журналі «Шершень», зокрема виконав обкладинку першого його номера, зобразивши в плакатному стилі символи волі, робітництва, України.

Надгробок

До 1917 року викладав малювання в середніх навчальних класах, художньо-друкарській школі (з 1910 року завідував нею), у 1912–1916 роках викладав у художньому училищі; у 1920–1922 роках — в архітектурному інституті; у 1922–1926 роках — у Миргородському художньо-керамічному технікумі; у 1927–1939 роках, з перервами, в Київському художньому інституті. Професор з 1927 року. 1929 року проходив у справі Спілки визволення України.
Жив на Андріївському узвозі, 15, потім у 1905—1944 роках на Пріорці, на теперішній вулиці В. Радзимовської (колишній Мукачівський провулок № 20/16). Приятелював з багатьма діячами української культури, зокрема з родинами Косачів, Лисенків, Матушевських, Грушевських, Старицьких, Марією Заньковецькою та іншими.
Помер у Києві 2 червня 1944 року. Був похований на Куренівському кладовищі. 1963 року останки перенесено на Байкове кладовище (стара частина, ділянка № 1), тоді ж на могилі встановлено надгробок.

### Родина
Подружжя Фотія Степановича та Ганни Фотіївни (до шлюбу — Крекотень) Красицьких мало 5 дітей.
- старший син Петро (1906–1968) — архітектор;
- Богдан (1908–?; з 7 червня 1928 року змінив ім'я на Василь[5]);

а також три доньки:
- Ірина Красицька-Мельник (1909—1985) — працювала художницею на Київській кіностудії;
- Галина (1912–?) — працювала художницею на Одеській кіностудії;
- Фотинія Влизько (1915–?) — дружина поета-футуриста Олекси Влизька.

## Творчість

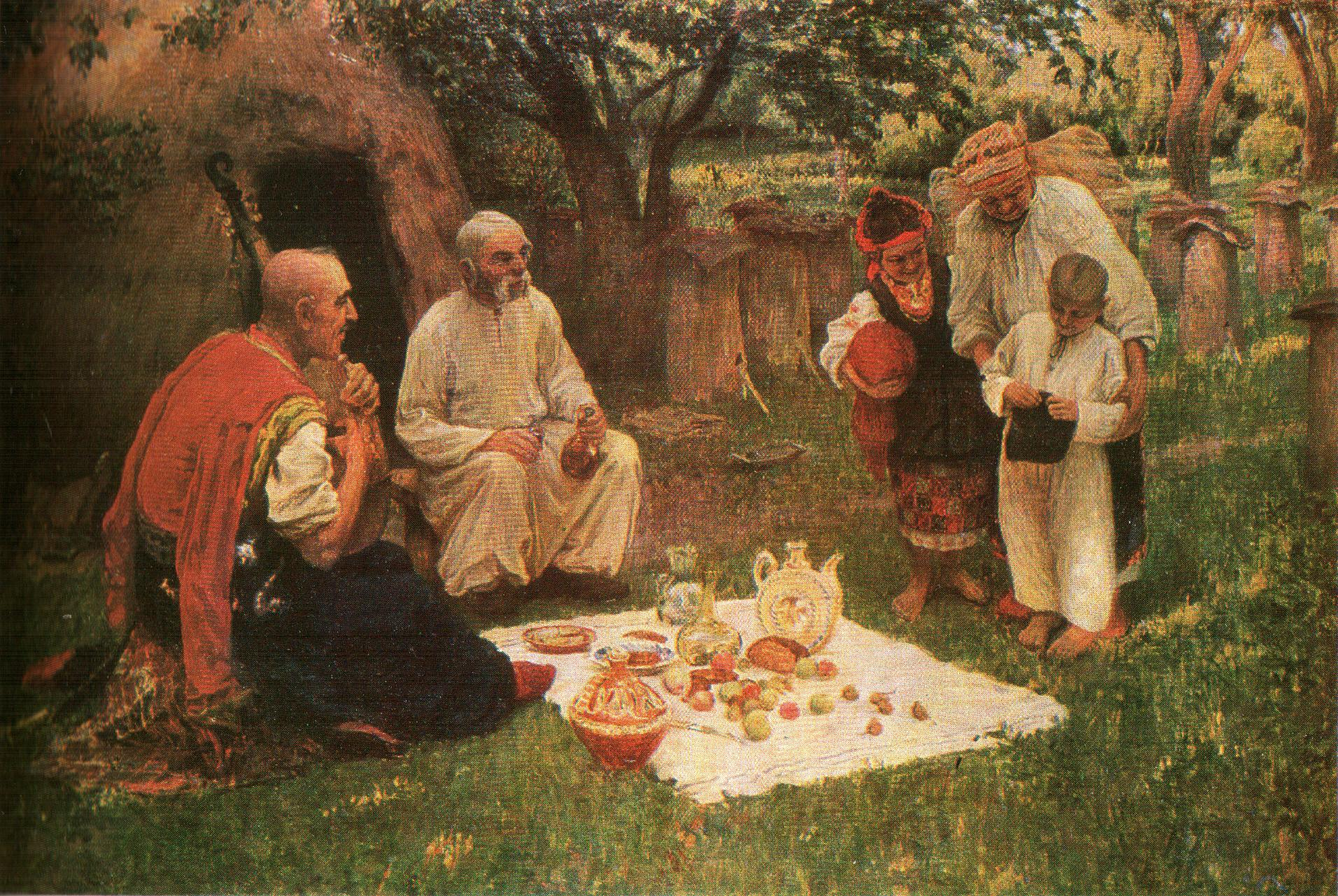
«Гість із Запоріжжя», 1916 рік

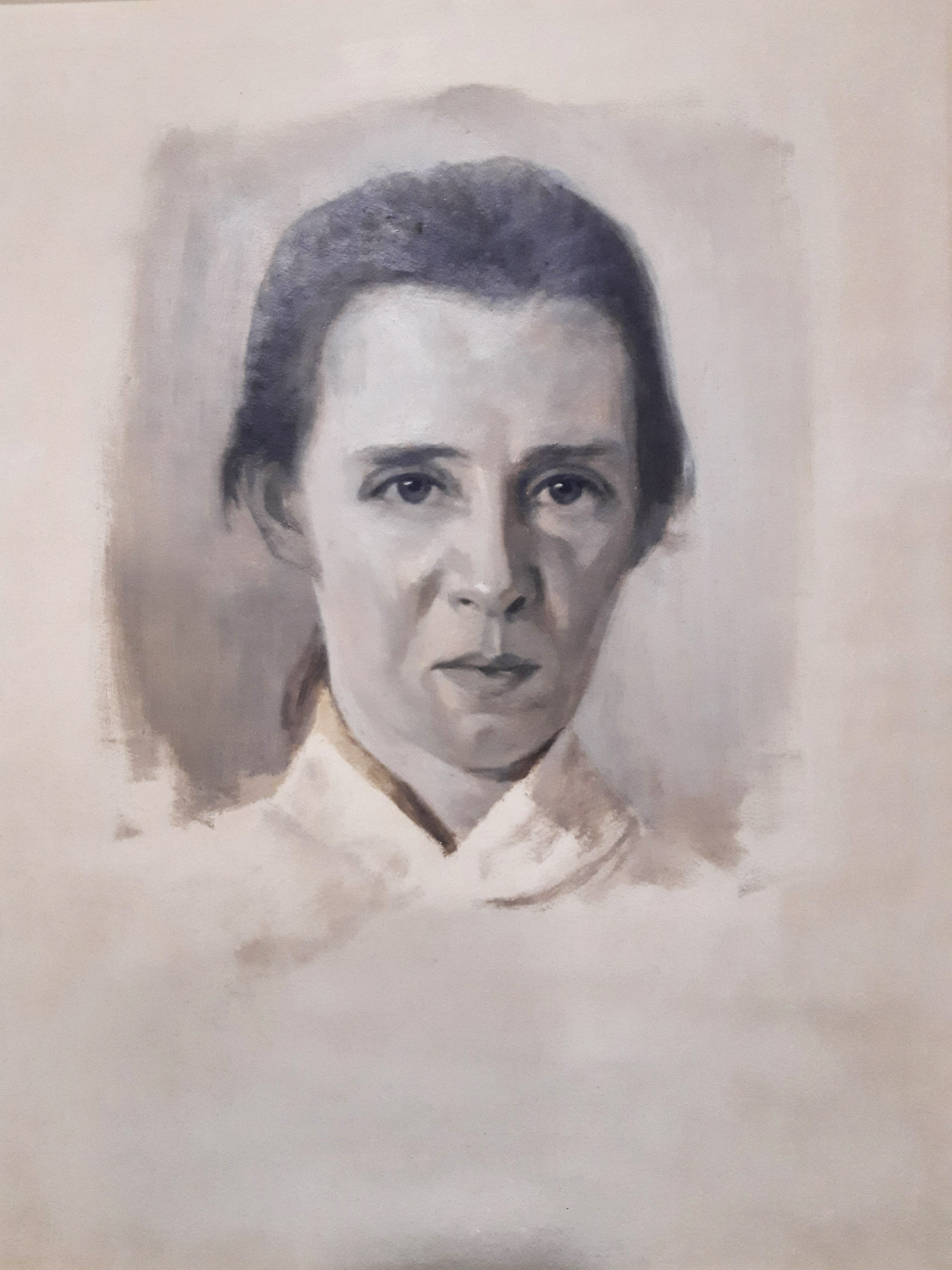
Портрет Лесі Українки. Картон, змішана техніка (1904)

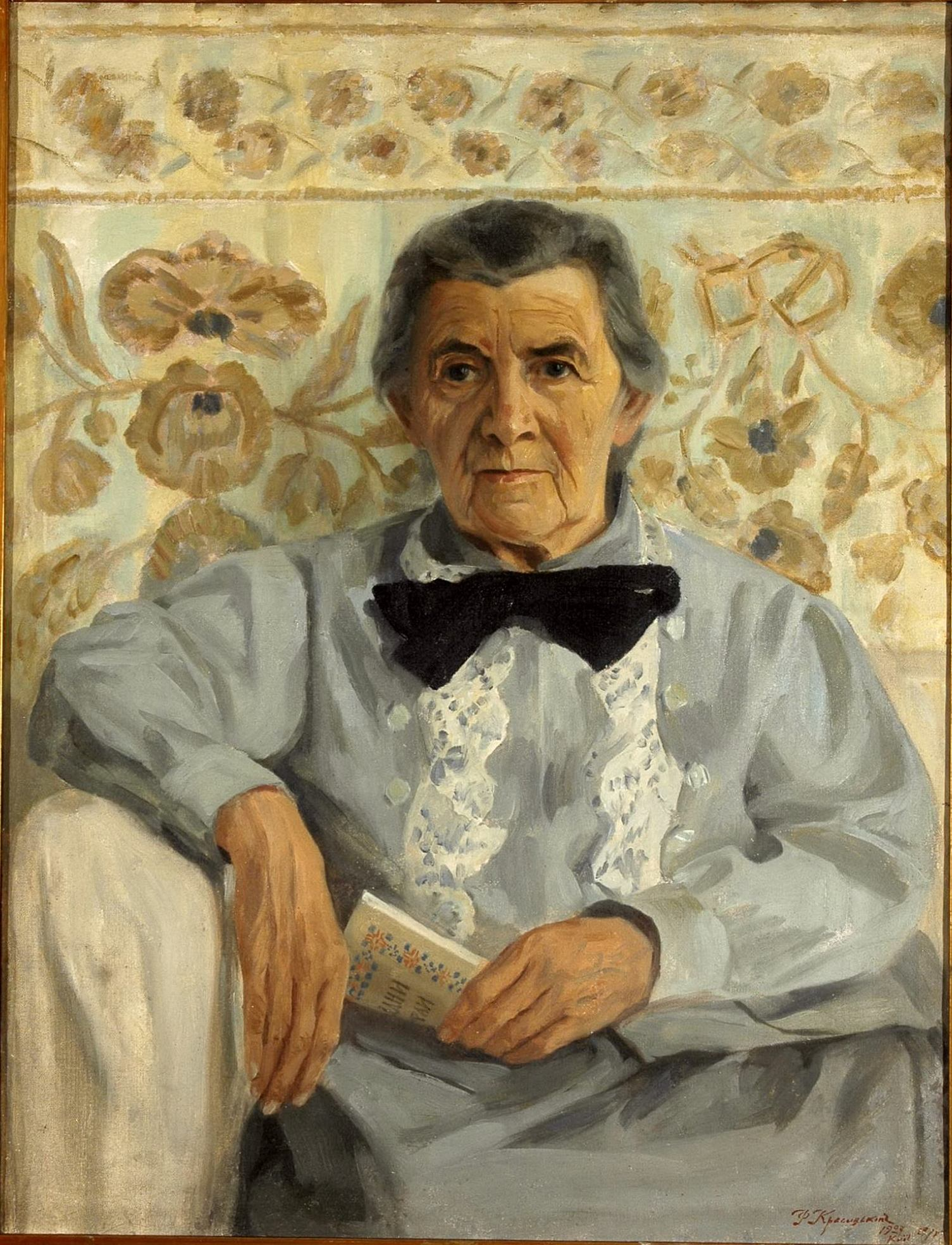
Портрет Олени Пчілки. 1927 р. Полотно, олія.

1901 року створив одне з перших великих полотен «Гість із Запоріжжя» — конкурсна робота після закінчення Академії. 1905 року Наукове товариство імені Тараса Шевченка придбало полотно з виставки й незабаром воно посіло своє місце в постійній експозиції Львівського музею українського мистецтва.
У грудні 1903 року Михайло Старицький у Києві в Оперному театрі до 35-річчя від дня народження композитора Миколи Лисенка поставив оперу «Різдвяна ніч». Декорації до вистави виготовили за ескізами Фотія Красицького.
1911 року випустив серію великодніх листівок «Київщина. Народні писанки».
Виконав живописні та графічні портрети:
- Михайла Старицького (1893, Київський національний університет імені Тараса Шевченка; 1932);
- «Баба Олійничиха» (1894);
- Дмитра Яворницького (1900; 1934);
- Лесі Українки (1904, Київський національний університет імені Тараса Шевченка);
- «Дід Грицько» (1905);
- Івана Франка (1907; 1914, Національний музей у Львові);
- Михайла Грушевського (1908, знищено у 1952 році радянською владою);
- Миколи Садовського (1912);
- Якова Усика (1920-ті);
- Івана Зубковського (1923);
- Олени Пчілки (1927);
- Амвросія Ждахи (1928);
- Дмитра Багалія (1929);
- Олекси Кундзіча (1933);
- Миколи Терещенка (1934);
- серія «Українські радянські письменники» (1933—1934);
- Ганни Борисоглібської (1936);

Писав жанрові картини на теми з життя і побуту селян та історичного минулого України:
- «У найми» (1895);
- «За обідом» (1898);
- «У хаті шевця» (1898);

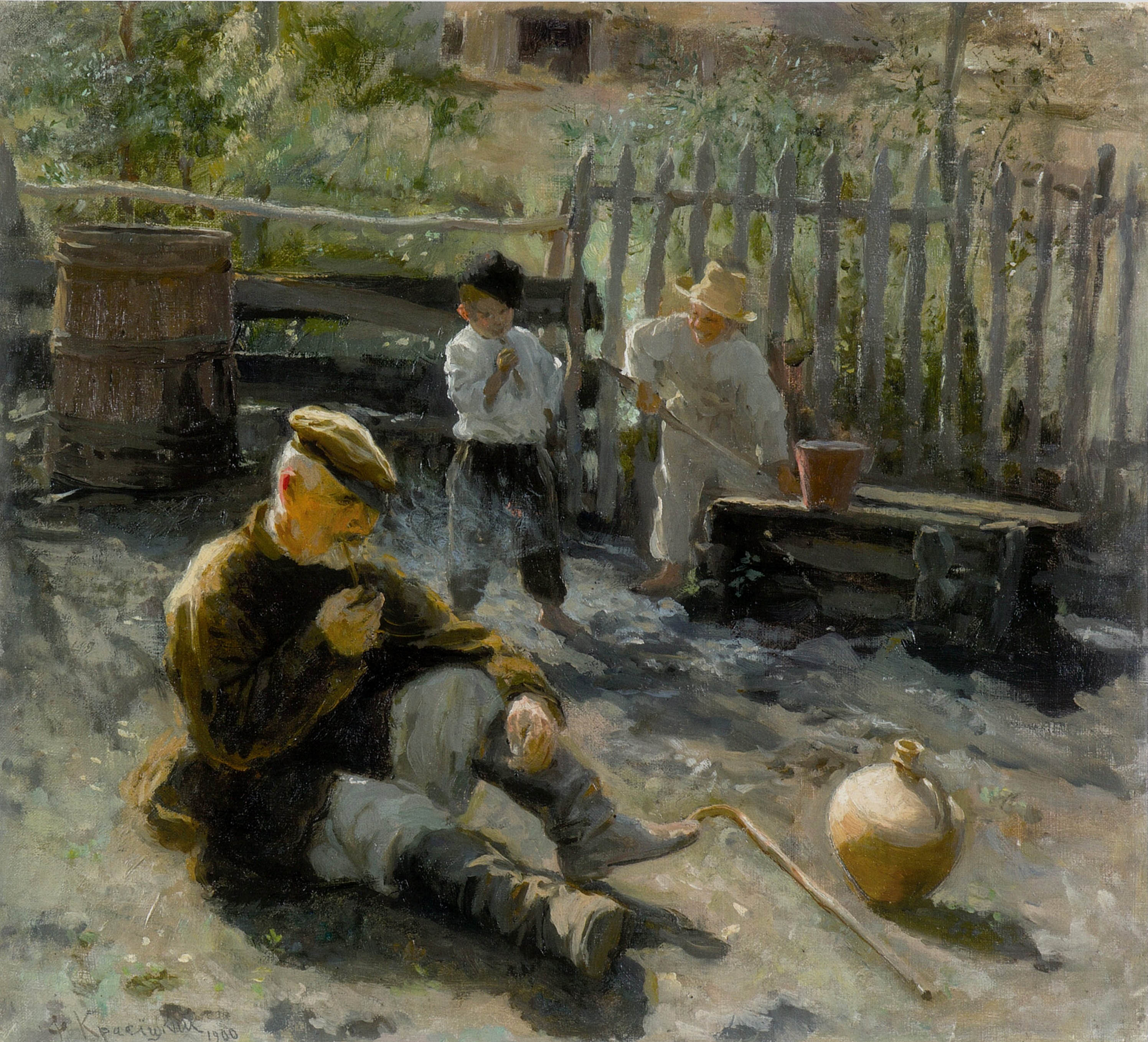
«Біля криниці»

- «Якби ви не панич…» (1899, Національний художній музей України);
- «Біля криниці» (1900, Національний музей у Львові);
- «На пасіці» (1901);
- «Гість із Запоріжжя» (1901, Національний музей у Львові; другий варіант — 1916, Національний художній музей України);
- «У свято» (1902, Національний музей у Львові);
- «Надвечір» (1905);
- «Подруги» (1915);

Автор пейзажів:
- «На Чорториї» (1890);
- «Хутір Хатки на річці Пслі» (1898, приватна збірка);
- «Дорога в село Козацьке» (1899, приватна збірка);
- «Село Кирилівка» (1901, приватна збірка);
- «Село в долині» (1902);
- «Хата в балці» (1902);
- «Похмурий день» (1902);
- «Літній день» (1902);
- «Галявина» (1902);
- «Одеса. Ланжерон» (1904);
- «Ореанда» (1906);
- «Море біля Ай-Петрі» (1906);
- «Кримські гори» (1906);
- «У Західній Україні» (1914);
- «Старовинна садиба в Седневі» (1916).

Створив низку полотен на Шевченківську тематику:
- портрети Тараса Шевченка (1899; 1906, Київський національний університет імені Тараса Шевченка; 1907; 1909; 1910, Київський національний університет імені Тараса Шевченка; 1925; 1932; 1934; 1937; 1938);
- «Шевченко в майстерні» (1937, акварельний ескіз);
- «Шевченко в творчому екстазі» (1938, акварельний ескіз);
- «Шевченко на Чернечій горі» (1938, акварельний ескіз);
- «Шевченко над Дніпром» (1938);
- «Смерть Шевченка» (1940, етюд).

Створив серію краєвидів тих місць, де жив і бував поет.
Виготовив кіноплакат до фільму «Навздогін за долею» (1927).
Автор розробок з питань викладання образотворчого мистецтвава, зокрема:
- «Рисування та малювання» (1929);
- «Основи образотворчої грамоти»;
- «Короткий порадник для самодіяльних художніх гуртків».

Твори зберігаються у Національному музеї у Львові, Національному художньому музеї, Національному музеї українського народного декоративного мистецтва, Національному музеї історії України, Національному музеї Тараса Шевченка у Києві, Миргородському краєзнавчому музеї, Полтавському художньому музеї. Ілюстрації до журналу «Шершень» та інші роботи митця знаходяться в Музеї Однієї Вулиці у Києві.

## Вшанування пам'яті

Меморіальна дошка

На честь художника названо вулиці в Києві (у 1961 році) та Миргороді.
1977 року на будинку № 20/16 по вулиці Брюсова в Києві, де в 1905—1944 роках жив художник, встановлено меморіальну дошку (бронза; скульптор Оксана Супрун, архітектор Костянтин Сидоров).